# Asamblea Provincial de Estonia
La Asamblea Provincial de Estonia o Dieta Estatal de Estonia (en estonio: Maapäev) fue un parlamento provincial (dieta) de la gobernación Autónoma de Estonia elegida entre mayo y junio de 1917 durante la Revolución rusa. El 28 de noviembre de 1917, tras la Revolución de Octubre en Rusia, la asamblea se declaró el único poder soberano en Estonia y convocó las elecciones de la Asamblea Constituyente de Estonia. En vísperas de la ocupación alemana de Estonia durante la Primera Guerra Mundial, el consejo eligió al Comité de Salvación de Estonia y emitió la declaración de independencia de Estonia el 24 de febrero de 1918.

## Historia
El 12 de abril de 1917, el gobierno provisional ruso emitió una orden sobre la autonomía provisional de Estonia. La gobernación de Estonia (actual norte de Estonia) se fusionó con la parte norte de habla estonia de la gobernación de Livonia (actual sur de Estonia) para formar la gobernación autónoma. El gobierno provisional ruso decretó la creación de la asamblea provincial con miembros elegidos por sufragio universal indirecto.
La Asamblea estableció un Consejo de Ancianos (en estonio: Eesti maapäeva vanemate nõukogu), que también tenía el poder de legislar en tiempos de crisis. Tras el golpe de Estado bolchevique de noviembre de 1917 en Petrogrado (San Petersburgo), cuando el "Comité Militar Revolucionario de Estonia" bolchevique llevó a cabo un golpe similar en Reval (Tallin), la capital estonia, el Maapäev se negó a reconocer el nuevo gobierno bolchevique. Los bolcheviques intentaron entonces disolver el consejo. En su última reunión, el 15 de noviembre de 1917, el Maapäev se autoproclamó la autoridad legal suprema de Estonia hasta la convocatoria de la Asamblea Constituyente. El Comité de Ancianos fue autorizado a promulgar leyes.
El consejo fue disuelto por la fuerza el 26 de noviembre por los bolcheviques,  obligando a los principales políticos a pasar a la clandestinidad. En las elecciones a la Asamblea Constituyente de principios de 1918, organizadas por los bolcheviques, dos tercios de los votantes apoyaron a los partidos que defendían la independencia nacional. Los bolcheviques declararon inmediatamente nulas las elecciones. El 19 de febrero de 1918, el Comité de Ancianos del Consejo de Tierras decidió proclamar la independencia de Estonia. Para ello, se creó un Comité de Salvación (un comité de tres miembros formado por el Maapäev como órgano ejecutivo durante el periodo en que las actividades de la Asamblea se vieron obstaculizadas), con poderes especiales. El 24 de febrero, tras la retirada de Tallin por parte de los bolcheviques y un día antes de que las fuerzas alemanas ocuparan la capital del país, el Comité de Salvación emitió una declaración formal de independencia de la República de Estonia.
Tras el fin de la ocupación alemana de Estonia, el Maapäev continuó ejerciendo la legislatura de Estonia hasta 1919.

## Resultados
La participación electoral fue relativamente baja, un 30%. El sistema electoral para los 62 escaños fue muy largo y complicado. Sin embargo, condujo a una distribución equilibrada de diputados entre zonas urbanas y rurales y al desarrollo del sistema de partidos estonio. El parlamento estatal se constituyó el 14 de julio de 1917.
| Partido político    | Partido político                          | Escaños |
| ------------------- | ----------------------------------------- | ------- |
|                     | Liga Rural                                | 13      |
|                     | STP–ERSP                                  | 11      |
|                     | Asociación Socialdemócrata Estonia        | 9       |
|                     | Partido Socialista Revolucionario Estonio | 8       |
|                     | Partido Democrático Estonio               | 7       |
|                     | Partido Socialdemócrata Obrero Ruso       | 5       |
|                     | Partido Radical Democrático Estonio       | 4       |
|                     | Alemanes del Báltico                      | 1       |
|                     | Suecos estonios                           | 1       |
|                     | Independientes                            | 3       |
| Total               | Total                                     | 62      |
|                     |                                           |         |
| Fuentes: Raun, Suny |                                           |         |

## Presidentes
- Artur Vallner (14 de julio de 1917 - 25 de octubre de 1917).
- Otto Strandman (25 de octubre de 1917 - 27 de noviembre de 1918).
- Ado Birk (27 de noviembre de 1918 - 3 de febrero de 1919).
- Kaarel Parts (3 de febrero de 1919 - 23 de abril de 1919).